# Campeonato de Tercera División 2022 (Argentina)
El Campeonato de Tercera División 2022 fue la septuagésima tercera edición del campeonato en la era profesional.
Fue disputado por las reservas de los clubes directamente afiliados de la Primera Nacional, y de los clubes de Primera B y Primera C, divididos en tres torneos exclusivos para cada categoría. También participó Camioneros del Federal A junto a los equipos del Nacional.
Se consagraron campeones Camioneros por la Tercera Nacional, Dock Sud por la Tercera B, y Ferrocarril Midland por la Tercera C.

## Equipos participantes

### Primera Nacional
| Equipo                 | Ciudad              | Estadio                       | Capacidad |
| ---------------------- | ------------------- | ----------------------------- | --------- |
| All Boys               | Buenos Aires        | Islas Malvinas                | 21 500    |
| Almagro                | José Ingenieros     | Tres de Febrero               | 19 000    |
| Almirante Brown        | San Justo           | Fragata Presidente Sarmiento  | 25 000    |
| Atlanta                | Buenos Aires        | Don León Kolbowsky            | 18 000    |
| Brown                  | Adrogué             | Lorenzo Arandilla             | 4500      |
| Camioneros             | Nueve de Abril      | Hugo Moyano                   | 5000      |
| Chacarita Juniors      | Villa Maipú         | Chacarita Juniors             | 26 530    |
| Defensores de Belgrano | Buenos Aires        | Juan Pasquale                 | 10 000    |
| Deportivo Morón        | Morón               | Nuevo Francisco Urbano        | 35 000    |
| Deportivo Riestra      | Buenos Aires        | Guillermo Laza                | 4000      |
| Estudiantes            | Caseros             | Ciudad de Caseros             | 16 700    |
| Ferro Carril Oeste     | Buenos Aires        | Arquitecto Ricardo Etcheverri | 24 442    |
| Flandria               | José María Jáuregui | Carlos V                      | 5000      |
| Nueva Chicago          | Buenos Aires        | Nueva Chicago                 | 25 000    |
| Quilmes                | Quilmes             | Centenario Ciudad de Quilmes  | 32 200    |
| Sacachispas            | Buenos Aires        | Roberto Larrosa               | 4000      |
| San Telmo              | Isla Maciel         | Doctor Osvaldo Baletto        | 5500      |
| Temperley              | Turdera             | Alfredo Beranger              | 18 000    |
| Tristán Suárez         | Tristán Suárez      | 20 de Octubre                 | 7500      |
| Villa Dálmine          | Campana             | El Coliseo de Mitre y Puccini | 11 250    |

### Distribución geográfica de los equipos
| Región                                   | Cant. | Equipos |
| ---------------------------------------- | ----- | --- |
| Conurbano bonaerense                     | 11    | Almagro, Almirante Brown, Brown de Adrogué, Camioneros, Chacarita Juniors, Deportivo Morón, Estudiantes, Quilmes, San Telmo, Temperley y Tristán Suárez. |
| Ciudad de Buenos Aires                   | 7     | All Boys, Atlanta, Defensores de Belgrano, Deportivo Riestra, Ferro Carril Oeste, Nueva Chicago y Sacachispas                                            |
| Interior de la provincia de Buenos Aires | 2     | Flandria y Villa Dálmine. |

### Primera B
| Equipo                | Localidad            | Estadio                   | Capacidad |
| --------------------- | -------------------- | ------------------------- | --------- |
| Acassuso              | Boulogne             | La Quema                  | 800       |
| Argentino de Quilmes  | Quilmes              | Argentino de Quilmes      | 7000      |
| Cañuelas              | Cañuelas             | Jorge Alfredo Arín        | 1500      |
| Colegiales            | Munro                | Libertarios Unidos        | 6500      |
| Comunicaciones        | Buenos Aires         | Alfredo Ramos             | 3500      |
| Defensores Unidos     | Zárate               | Gigante de Villa Fox      | 6000      |
| Deportivo Armenio     | Ingeniero Maschwitz  | Armenia                   | 10 500    |
| Deportivo Merlo       | Parque San Martín    | José Manuel Moreno        | 10 000    |
| Dock Sud              | Dock Sud             | De Los Inmigrantes        | 9000      |
| Fénix                 | Buenos Aires         | No posee                  | -         |
| Ituzaingó             | Ituzaingó            | Carlos Alberto Sacaan     | 5500      |
| Justo José de Urquiza | Loma Hermosa         | Ramón Roque Martín        | 2500      |
| Los Andes             | Lomas de Zamora      | Eduardo Gallardón         | 38 000    |
| San Miguel            | Los Polvorines       | Malvinas Argentinas       | 9000      |
| Talleres              | Remedios de Escalada | Pablo Comelli             | 16 000    |
| UAI Urquiza           | Villa Lynch          | Monumental de Villa Lynch | 1000      |
| Villa San Carlos      | Berisso              | Genacio Sálice            | 4000      |

| 1. 2. 3. |

#### Distribución geográfica de los equipos
| Región                                   | Cant. | Equipos |
| ---------------------------------------- | ----- | --- |
| Conurbano bonaerense                     | 12    | Acassuso, Argentino de Quilmes, Colegiales, Deportivo Armenio, Deportivo Merlo, Dock Sud, Ituzaingó, Justo José de Urquiza, Los Andes, San Miguel, Talleres y UAI Urquiza |
| Ciudad de Buenos Aires                   | 2     | Comunicaciones y Fénix |
| Interior de la provincia de Buenos Aires | 2     | Cañuelas y Defensores Unidos |
| Gran La Plata                            | 1     | Villa San Carlos |

### Primera C
| Equipo              | Ciudad            | Estadio                                    | Capacidad |
| ------------------- | ----------------- | ------------------------------------------ | --------- |
| Argentino de Merlo  | Merlo             | Merlo                                      | 11 000    |
| Atlas               | General Rodríguez | Ricardo Puga                               | 2500      |
| Berazategui         | Berazategui       | Norman Lee                                 | 5500      |
| Claypole            | Claypole          | Rodolfo Capocasa                           | 3000      |
| Deportivo Español   | Buenos Aires      | Nueva España                               | 32 500    |
| Deportivo Laferrere | Laferrere         | Ciudad de Laferrere                        | 13 000    |
| El Porvenir         | Gerli             | Gildo Francisco Ghersinich                 | 14 000    |
| Excursionistas      | Buenos Aires      | Excursionistas                             | 7200      |
| Ferrocarril Midland | Libertad          | Ciudad de Libertad                         | 6000      |
| General Lamadrid    | Buenos Aires      | Enrique Sexto                              | 3500      |
| Leandro N. Alem     | General Rodríguez | Leandro N. Alem                            | 4000      |
| Liniers             | San Justo         | Juan Antonio Arias                         | 3500      |
| Luján               | Luján             | Municipal de la Ciudad de Luján 1 de Abril | 4000 2000 |
| Puerto Nuevo        | Campana           | Rubén Carlos Vallejos                      | 1000      |
| Real Pilar          | Pilar             | Carlos Barraza                             | 10 000    |
| San Martín          | Burzaco           | Francisco Boga                             | 6500      |
| Sportivo Italiano   | Ciudad Evita      | República de Italia                        | 7000      |
| Victoriano Arenas   | Valentín Alsina   | Saturnino Moure                            | 1500      |

|  |

### Distribución geográfica de los equipos
| Región                                   | Cant. | Equipos |
| ---------------------------------------- | ----- | --- |
| Conurbano bonaerense                     | 10    | Argentino de Merlo, Berazategui, Claypole, Deportivo Laferrere, El Porvenir, Ferrocarril Midland, Liniers, San Martín, Sportivo Italiano y Victoriano Arenas |
| Interior de la provincia de Buenos Aires | 5     | Atlas, Leandro N. Alem, Luján, Puerto Nuevo y Real Pilar |
| Ciudad de Buenos Aires                   | 3     | Deportivo Español, Excursionistas y General Lamadrid |

## Sistema de disputa
Tercera Nacional
El certamen se dividió en dos torneos:
- Primer Torneo: los equipos se enfrentaron bajo el sistema de todos contra todos a una rueda. El ganador avanzó a la final del certamen.[1]
- Segundo Torneo: los equipos se dividieron en dos zonas de diez equipos cada una, donde se enfrentaron bajo el sistema de todos contra todos a una rueda. Los dos mejores de cada zona avanzaron a la fase final, donde se enfrentaron a eliminación directa hasta definir al ganador. En caso de empate en goles, se ejecutaron tiros desde el punto penal.[1]
- Final: Los finalistas se enfrentaron a partido único en campo de juego neutral. El ganador se consagró campeón.

Tercera B
Los equipos se enfrentaron bajo el sistema de todos contra todos a una rueda. Los nueve mejores avanzaron a la fase final, de los cuales los dos mejores avanzaron directamente a semifinales y el tercero mejor posicionado avanzó a cuartos de final. Los equipos restantes disputaron la Copa de Plata.
- Fase final: Los clasificados se enfrentaron a eliminación directa, a partido único en las primeras instancias y a doble partido a partir de las semifinales. En caso de empate en goles, se ejecutaron tiros desde el punto penal. El ganador se consagró campeón.
- Copa de Plata: Los clasificados se enfrentaron a eliminación directa a doble partido, hasta definir al ganador. En caso de empate en goles, se ejecutaron tiros desde el punto penal.

Tercera C
Los equipos se enfrentaron bajo el sistema de todos contra todos a una rueda. Los diez mejores avanzaron a la fase final, de los cuales los dos mejores avanzaron directamente a semifinales. Los equipos restantes disputaron la Copa de Plata.
- Fase final: Los clasificados se enfrentaron a eliminación directa, a partido único en las primeras instancias y a doble partido a partir de las semifinales. En caso de empate en goles, se ejecutaron tiros desde el punto penal. El ganador se consagró campeón.
- Copa de Plata: Los clasificados se enfrentaron a eliminación directa a doble partido, hasta definir al ganador. En caso de empate en goles, se ejecutaron tiros desde el punto penal.

## Tercera Nacional

### Primer Torneo
| Pos. | Equipo                 | Pts. | J  |
| ---- | ---------------------- | ---- | -- |
| 1.°  | Ferro Carril Oeste     | 41   | 19 |
| 2.°  | Temperley              | 40   | 19 |
| 3.°  | Quilmes                | 37   | 19 |
| 4.°  | Atlanta                | 34   | 19 |
| 5.°  | San Telmo              | 34   | 19 |
| 6.°  | Deportivo Riestra      | 32   | 19 |
| 7.°  | Almirante Brown        | 31   | 19 |
| 8.°  | Camioneros             | 30   | 19 |
| 9.°  | Almagro                | 30   | 19 |
| 10.° | Chacarita Juniors      | 25   | 19 |
| 11.° | Estudiantes            | 24   | 19 |
| 12.° | Nueva Chicago          | 22   | 19 |
| 13.° | Dep. Morón             | 21   | 19 |
| 14.° | Tristán Suárez         | 20   | 19 |
| 15.° | Flandria               | 20   | 19 |
| 16.° | All Boys               | 19   | 19 |
| 17.° | Brown                  | 18   | 19 |
| 18.° | Villa Dálmine          | 18   | 19 |
| 19.° | Defensores de Belgrano | 13   | 19 |
| 20.° | Sacachispas            | 9    | 19 |

|  | Clasificado a la final. |

### Segundo Torneo

#### Zona 1
| Pos. | Equipo                 | Pts. | J |
| ---- | ---------------------- | ---- | - |
| 1.°  | Quilmes                | 21   | 9 |
| 2.°  | All Boys               | 18   | 9 |
| 3.°  | Atlanta                | 17   | 9 |
| 4.°  | Deportivo Riestra      | 16   | 9 |
| 5.°  | Chacarita Juniors      | 15   | 9 |
| 6.°  | San Telmo              | 11   | 9 |
| 7.°  | Villa Dálmine          | 9    | 9 |
| 8.°  | Defensores de Belgrano | 8    | 9 |
| 9.°  | Almagro                | 7    | 9 |
| 10.° | Brown                  | 1    | 9 |

|  | Clasificado a la fase final. |

#### Zona 2
| Pos. | Equipo             | Pts. | J |
| ---- | ------------------ | ---- | - |
| 1.°  | Ferro Carril Oeste | 21   | 9 |
| 2.°  | Camioneros         | 16   | 9 |
| 3.°  | Temperley          | 14   | 9 |
| 4.°  | Almirante Brown    | 14   | 9 |
| 5.°  | Nueva Chicago      | 14   | 9 |
| 6.°  | Flandria           | 14   | 9 |
| 7.°  | Dep. Morón         | 9    | 9 |
| 8.°  | Tristán Suárez     | 8    | 9 |
| 9.°  | Estudiantes        | 6    | 9 |
| 10.° | Sacachispas        | 4    | 9 |

|  | Clasificado a la fase final. |

#### Fase final
Cuadro de desarrollo
|  | Semifinales        | Semifinales        | Semifinales |            |          | Final    | Final | Final |  |
|  |                    |                    |             |            |          |          |       |       |  |
|  |                    |                    |             |            |          |          |       |       |  |
|  | Quilmes            | Quilmes            | 0           |            |          |          |       |       |  |
|  | Quilmes            | Quilmes            | 0           |            |          |          |       |       |  |
|  | Camioneros         | Camioneros         | 3           |            |          |          |       |       |  |
|  | Camioneros         | Camioneros         | 3           |            | All Boys | All Boys | 0     |       |  |
|  |                    |                    |             |            | All Boys | All Boys | 0     |       |  |
|  |                    |                    | Camioneros  | Camioneros | 1        |          |       |       |  |
|  | Ferro Carril Oeste | Ferro Carril Oeste | Camioneros  | Camioneros | 1        | 1        |       |       |  |
|  | Ferro Carril Oeste | Ferro Carril Oeste |             |            |          | 1        |       |       |  |
|  | All Boys           | All Boys           | 2           |            |          |          |       |       |  |
|  | All Boys           | All Boys           | 2           |            |          |          |       |       |  |
|  |                    |                    |             |            |          |          |       |       |  |

Semifinales
| 5 de noviembre de 2022 | Quilmes | 0:3 | Camioneros                      | Estadio Centenario Ciudad de Quilmes, Quilmes |  |
| 16:00                  |         |     | Olinick · Monserrat · Musarella |                                               |  |

| 6 de noviembre de 2022 | Ferro Carril Oeste | 1:2 | All Boys | Estadio Arquitecto Ricardo Etcheverri, Buenos Aires |  |
| 9:30                   | Eisidin            |     | Taboada  |                                                     |  |

Final
| 10 de noviembre de 2022 | All Boys | 0:1 | Camioneros | Estadio Islas Malvinas, Buenos Aires |  |
| 17:00                   |          |     | Monserrat  |                                      |  |

### Final
| 10 de noviembre de 2022 | Ferro Carril Oeste                                      | 1:1 (0:0) (4:5 p.)         | Camioneros                                                 | Estadio Alfredo Beranger, Temperley |                          |
|                         | Martínez 46'                                            | Reporte                    | 81' Musarella                                              | Árbitro(s): Julián Jerez            | Árbitro(s): Julián Jerez |
|                         |                                                         | Tiros desde el punto penal |                                                            |                                     |                          |
|                         | Yegros · Diosquez · Ruiz · Santillán · Martínez · Ayala |                            | Musarella · Olinick · Moyano · Morales · Chamorro · Suárez |                                     |                          |

|                                |
|                                |
| Campeón Camioneros 1.er título |

## Tercera B

### Clasificación
| Pos. | Equipo                | Pts. | J  |
| ---- | --------------------- | ---- | -- |
| 1.°  | Talleres              | 34   | 16 |
| 2.°  | Dock Sud              | 32   | 16 |
| 3.°  | Comunicaciones        | 32   | 16 |
| 4.°  | Colegiales            | 29   | 16 |
| 5.°  | Cañuelas              | 29   | 16 |
| 6.°  | Acassuso              | 27   | 16 |
| 7.°  | Armenio               | 27   | 16 |
| 8.°  | Los Andes             | 26   | 16 |
| 9.°  | San Miguel            | 25   | 16 |
| 10.° | Ituzaingó             | 23   | 16 |
| 11.° | Justo José de Urquiza | 21   | 16 |
| 12.° | Defensores Unidos     | 19   | 16 |
| 13.° | UAI Urquiza           | 18   | 16 |
| 14.° | Merlo                 | 13   | 16 |
| 15.° | Argentino de Quilmes  | 12   | 16 |
| 16.° | Villa San Carlos      | 12   | 16 |
| 17.° | Fénix                 | 2    | 16 |

|  | Clasificado a las semifinales.      |
|  | Clasificado a los cuartos de final. |
|  | Clasificado a los octavos de final. |
|  | Relegados a la Copa de Plata.       |

### Fase final

#### Cuadro de desarrollo
El equipo de arriba definió de local en el partido único o segundo partido.
|  | Octavos de final | Octavos de final | Octavos de final |                |                | Cuartos de final | Cuartos de final | Cuartos de final |   |       | Semifinales | Semifinales | Semifinales | Semifinales |  |          | Final    | Final | Final | Final |  |
|  |                  |                  |                  |                |                |                  |                  |                  |   |       |             |             |             |             |  |          |          |       |       |       |  |
|  |                  |                  |                  |                |                |                  |                  |                  |   |       |             |             |             |             |  |          |          |       |       |       |  |
|  |                  |                  |                  |                |                |                  |                  |                  |   |       |             |             |             |             |  |          |          |       |       |       |  |
|  |                  |                  |                  |                |                |                  |                  |                  |   |       |             |             |             |             |  |          |          |       |       |       |  |
|  |                  |                  |                  |                |                |                  |                  |                  |   |       |             |             |             |             |  |          |          |       |       |       |  |
|  |                  |                  |                  |                |                |                  |                  |                  |   |       |             |             |             |             |  |          |          |       |       |       |  |
|  |                  |                  |                  |                |                |                  |                  |                  |   |       |             |             |             |             |  |          |          |       |       |       |  |
|  |                  |                  |                  |                |                |                  |                  |                  |   |       |             |             |             |             |  |          |          |       |       |       |  |
|  |                  |                  |                  |                |                |                  |                  |                  |   |       |             |             |             |             |  |          |          |       |       |       |  |
|  |                  |                  |                  |                |                |                  |                  |                  |   |       |             |             |             |             |  |          |          |       |       |       |  |
|  |                  |                  |                  |                |                |                  |                  |                  |   |       |             |             |             |             |  |          |          |       |       |       |  |
|  |                  |                  |                  |                |                |                  | Dock Sud         | Dock Sud         | 1 | 2     |             |             |             |             |  |          |          |       |       |       |  |
|  |                  |                  |                  |                |                |                  |                  |                  | 1 | 2     |             |             |             |             |  |          |          |       |       |       |  |
|  |                  |                  | Comunicaciones   | Comunicaciones | 2              | 0                |                  |                  |   |       |             |             |             |             |  |          |          |       |       |       |  |
|  | Colegiales       | Colegiales       | Comunicaciones   | Comunicaciones | 2              | 0                | 1 (3)            |                  |   |       |             |             |             |             |  |          |          |       |       |       |  |
|  | Colegiales       | Colegiales       |                  |                |                |                  |                  |                  |   |       |             |             |             |             |  |          |          |       |       |       |  |
|  | San Miguel       | San Miguel       | 1 (5)            |                |                |                  |                  |                  |   |       |             |             |             |             |  |          |          |       |       |       |  |
|  | San Miguel       | San Miguel       | 1 (5)            |                | Comunicaciones | Comunicaciones   | 0 (4)            |                  |   |       |             |             |             |             |  |          |          |       |       |       |  |
|  |                  |                  |                  |                | Comunicaciones | Comunicaciones   | 0 (4)            |                  |   |       |             |             |             |             |  |          |          |       |       |       |  |
|  |                  |                  | San Miguel       | San Miguel     | 0 (2)          |                  |                  |                  |   |       |             |             |             |             |  |          |          |       |       |       |  |
|  | Acassuso         | Acassuso         | San Miguel       | San Miguel     | 0 (2)          | 1 (5)            |                  |                  |   |       |             |             |             |             |  |          |          |       |       |       |  |
|  | Acassuso         | Acassuso         |                  |                |                |                  |                  |                  |   |       |             |             |             |             |  |          |          |       |       |       |  |
|  | Armenio          | Armenio          | 1 (4)            |                |                |                  |                  |                  |   |       |             |             |             |             |  |          |          |       |       |       |  |
|  | Armenio          | Armenio          | 1 (4)            |                |                |                  |                  |                  |   |       |             |             |             |             |  | Dock Sud | Dock Sud | 1     | 4     |       |  |
|  |                  |                  |                  |                |                |                  |                  |                  |   |       |             |             |             |             |  | Dock Sud | Dock Sud | 1     | 4     |       |  |
|  |                  |                  | Los Andes        | Los Andes      | 1              | 2                |                  |                  |   |       |             |             |             |             |  |          |          |       |       |       |  |
|  |                  |                  | Los Andes        | Los Andes      | 1              | 2                |                  |                  |   |       |             |             |             |             |  |          |          |       |       |       |  |
|  |                  |                  |                  |                |                |                  |                  |                  |   |       |             |             |             |             |  |          |          |       |       |       |  |
|  |                  |                  |                  |                |                |                  |                  |                  |   |       |             |             |             |             |  |          |          |       |       |       |  |
|  |                  |                  |                  |                |                |                  |                  |                  |   |       |             |             |             |             |  |          |          |       |       |       |  |
|  |                  |                  |                  |                |                |                  |                  |                  |   |       |             |             |             |             |  |          |          |       |       |       |  |
|  |                  |                  |                  |                |                |                  |                  |                  |   |       |             |             |             |             |  |          |          |       |       |       |  |
|  |                  |                  |                  |                |                |                  |                  |                  |   |       |             |             |             |             |  |          |          |       |       |       |  |
|  |                  |                  |                  |                |                |                  |                  |                  |   |       |             |             |             |             |  |          |          |       |       |       |  |
|  |                  |                  |                  |                |                |                  |                  |                  |   |       |             |             |             |             |  |          |          |       |       |       |  |
|  |                  |                  |                  |                |                |                  | Talleres         | Talleres         | 1 | 2 (4) |             |             |             |             |  |          |          |       |       |       |  |
|  |                  |                  |                  |                |                |                  |                  |                  | 1 | 2 (4) |             |             |             |             |  |          |          |       |       |       |  |
|  |                  |                  | Los Andes        | Los Andes      | 2              | 1 (5)            |                  |                  |   |       |             |             |             |             |  |          |          |       |       |       |  |
|  |                  |                  | Los Andes        | Los Andes      | 2              | 1 (5)            |                  |                  |   |       |             |             |             |             |  |          |          |       |       |       |  |
|  |                  |                  |                  |                |                |                  |                  |                  |   |       |             |             |             |             |  |          |          |       |       |       |  |
|  |                  |                  |                  |                |                |                  |                  |                  |   |       |             |             |             |             |  |          |          |       |       |       |  |
|  |                  | Acassuso         | Acassuso         | 1 (7)          |                |                  |                  |                  |   |       |             |             |             |             |  |          |          |       |       |       |  |
|  |                  |                  |                  | 1 (7)          |                |                  |                  |                  |   |       |             |             |             |             |  |          |          |       |       |       |  |
|  |                  |                  | Los Andes        | Los Andes      | 1 (8)          |                  |                  |                  |   |       |             |             |             |             |  |          |          |       |       |       |  |
|  | Cañuelas         | Cañuelas         | Los Andes        | Los Andes      | 1 (8)          | 1                |                  |                  |   |       |             |             |             |             |  |          |          |       |       |       |  |
|  | Cañuelas         | Cañuelas         |                  |                |                |                  |                  |                  |   |       |             |             |             |             |  |          |          |       |       |       |  |
|  | Los Andes        | Los Andes        | 3                |                |                |                  |                  |                  |   |       |             |             |             |             |  |          |          |       |       |       |  |
|  | Los Andes        | Los Andes        | 3                |                |                |                  |                  |                  |   |       |             |             |             |             |  |          |          |       |       |       |  |
|  |                  |                  |                  |                |                |                  |                  |                  |   |       |             |             |             |             |  |          |          |       |       |       |  |

#### Octavos de final
| 20 de septiembre de 2022 | Colegiales | 1:1 (3:5 p.) | San Miguel | Predio UOM, Ciudad Evita |  |
| 11:00                    | López      |              | Sánchez    |                          |  |

| 20 de septiembre de 2022 | Acassuso | 1:1 (5:4 p.) | Armenio | Estadio La Quema, Boulogne |  |
| 14:00                    | Vilchez  |              | (a.g.)  |                            |  |

| 20 de septiembre de 2022 | Cañuelas | 1:3 | Los Andes                         | Auxiliar de Tristán Suárez, Tristán Suárez |  |
| 14:00                    | Golomba  |     | Arancibia · Mercado Rusch · Trejo |                                            |  |

#### Cuartos de final
| 27 de septiembre de 2022 | Acassuso | 1:1 (7:8 p.) | Los Andes | Estadio La Quema, Boulogne |  |
| 14:00                    | Vilchez  |              | Trejo     |                            |  |

| 27 de septiembre de 2022 | Comunicaciones | 0:0 (4:2 p.) | San Miguel | Auxiliar de Comunicaciones, Buenos Aires |  |
| 14:00                    |                |              |            |                                          |  |

#### Semifinales
Ida
| 4 de octubre de 2022 | Los Andes        | 2:1 | Talleres | Auxiliar de Almirante Brown, Isidro Casanova |  |
| 14:00                | Trejo · Sanabria |     | D'Andrea |                                              |  |

| 8 de octubre de 2022 | Comunicaciones            | 2:1 | Dock Sud | Estadio Alfredo Ramos, Buenos Aires |  |
| 15:30                | F. Pérez · García Pereyra |     | G. Pérez |                                     |  |

Vuelta
| 13 de octubre de 2022 | Talleres           | 2:1 (4:5 p.) | Los Andes | Estadio Pablo Comelli, Remedios de Escalada |  |
| 12:00                 | Ciavarelli · Gómez |              | Trejo     |                                             |  |

| 13 de octubre de 2022 | Dock Sud | 2:0 | Comunicaciones | Estadio de los Inmigrantes, Avellaneda |  |
| 14:30                 | G. Pérez |     |                |                                        |  |

#### Final
| 20 de noviembre de 2022 | Los Andes  | 1:1 (1:1) | Dock Sud    | Estadio Eduardo Gallardón, Lomas de Zamora |                              |
| 14:00                   | Barros 15' | Reporte   | 3' G. Pérez | Árbitro(s): Jonathan Barrios               | Árbitro(s): Jonathan Barrios |

| 27 de noviembre de 2022 | Dock Sud                                                            | 4:2 (2:1) | Los Andes                 | Estadio de los Inmigrantes, Dock Sud |                                     |
| 15:00                   | G. Pérez 2' · Lezcano 39' · Benítez 73' (a.g.) · S. Martínez 90'+2' | Reporte   | 37' L. Pérez · 71' Barros | Árbitro(s): Maximiliano López Monti  | Árbitro(s): Maximiliano López Monti |

|                             |
|                             |
| Campeón Dock Sud 4.º título |

### Copa de Plata

#### Cuadro de desarrollo
El equipo de arriba definió de local en el segundo partido.
|  | Cuartos de final      | Cuartos de final      | Cuartos de final | Cuartos de final |   |                       | Semifinales           | Semifinales | Semifinales | Semifinales |  |                       | Final                 | Final | Final | Final |  |
|  |                       |                       |                  |                  |   |                       |                       |             |             |             |  |                       |                       |       |       |       |  |
|  |                       |                       |                  |                  |   |                       |                       |             |             |             |  |                       |                       |       |       |       |  |
|  | Justo José de Urquiza | Justo José de Urquiza | 1                | 2 (4)            |   |                       |                       |             |             |             |  |                       |                       |       |       |       |  |
|  | Justo José de Urquiza | Justo José de Urquiza | 1                | 2 (4)            |   |                       |                       |             |             |             |  |                       |                       |       |       |       |  |
|  | Villa San Carlos      | Villa San Carlos      | 2                | 1 (1)            |   |                       |                       |             |             |             |  |                       |                       |       |       |       |  |
|  | Villa San Carlos      | Villa San Carlos      | 2                | 1 (1)            |   | Justo José de Urquiza | Justo José de Urquiza | 3           | 1           |             |  |                       |                       |       |       |       |  |
|  |                       |                       |                  |                  |   | Justo José de Urquiza | Justo José de Urquiza | 3           | 1           |             |  |                       |                       |       |       |       |  |
|  |                       |                       | Fénix            | Fénix            | 1 | 0                     |                       |             |             |             |  |                       |                       |       |       |       |  |
|  | Ituzaingó             | Ituzaingó             | Fénix            | Fénix            | 1 | 0                     | 0                     | 0           |             |             |  |                       |                       |       |       |       |  |
|  | Ituzaingó             | Ituzaingó             |                  |                  |   |                       |                       |             |             |             |  |                       |                       |       |       |       |  |
|  | Fénix                 | Fénix                 | 2                | 0                |   |                       |                       |             |             |             |  |                       |                       |       |       |       |  |
|  | Fénix                 | Fénix                 | 2                | 0                |   |                       |                       |             |             |             |  | Justo José de Urquiza | Justo José de Urquiza | 2     | 1     |       |  |
|  |                       |                       |                  |                  |   |                       |                       |             |             |             |  | Justo José de Urquiza | Justo José de Urquiza | 2     | 1     |       |  |
|  |                       |                       | UAI Urquiza      | UAI Urquiza      | 1 | 1                     |                       |             |             |             |  |                       |                       |       |       |       |  |
|  | Defensores Unidos     | Defensores Unidos     | UAI Urquiza      | UAI Urquiza      | 1 | 1                     | 4                     | 2           |             |             |  |                       |                       |       |       |       |  |
|  | Defensores Unidos     | Defensores Unidos     |                  |                  |   |                       |                       |             |             |             |  |                       |                       |       |       |       |  |
|  | Argentino de Quilmes  | Argentino de Quilmes  | 1                | 2                |   |                       |                       |             |             |             |  |                       |                       |       |       |       |  |
|  | Argentino de Quilmes  | Argentino de Quilmes  | 1                | 2                |   | Defensores Unidos     | Defensores Unidos     | 0           | 2 (6)       |             |  |                       |                       |       |       |       |  |
|  |                       |                       |                  |                  |   | Defensores Unidos     | Defensores Unidos     | 0           | 2 (6)       |             |  |                       |                       |       |       |       |  |
|  |                       |                       | UAI Urquiza      | UAI Urquiza      | 2 | 0 (7)                 |                       |             |             |             |  |                       |                       |       |       |       |  |
|  | UAI Urquiza           | UAI Urquiza           | UAI Urquiza      | UAI Urquiza      | 2 | 0 (7)                 | 2                     | 3           |             |             |  |                       |                       |       |       |       |  |
|  | UAI Urquiza           | UAI Urquiza           |                  |                  |   |                       |                       |             |             |             |  |                       |                       |       |       |       |  |
|  | Merlo                 | Merlo                 | 1                | 0                |   |                       |                       |             |             |             |  |                       |                       |       |       |       |  |
|  | Merlo                 | Merlo                 | 1                | 0                |   |                       |                       |             |             |             |  |                       |                       |       |       |       |  |
|  |                       |                       |                  |                  |   |                       |                       |             |             |             |  |                       |                       |       |       |       |  |

#### Cuartos de final
Ida
| 20 de septiembre de 2022 |  | vs. |  |  |  |
| 14:00                    |  |     |  |  |  |

| 20 de septiembre de 2022 |  | vs. |  |  |  |
| 15:00                    |  |     |  |  |  |

| 21 de septiembre de 2022 |  | vs. |  |  |  |
| 10:00                    |  |     |  |  |  |

| 21 de septiembre de 2022 |  | vs. |  |  |  |
| 14:00                    |  |     |  |  |  |

Vuelta
| 27 de septiembre de 2022 |  | vs. |  |  |  |
| 14:00                    |  |     |  |  |  |

| 29 de septiembre de 2022 |  | vs. |  |  |  |
| 13:00                    |  |     |  |  |  |

| 29 de septiembre de 2022 |  | vs. |  |  |  |
| 13:00                    |  |     |  |  |  |

| 29 de septiembre de 2022 |  | vs. |  |  |  |
| 14:00                    |  |     |  |  |  |

#### Semifinales
Ida
| 5 de octubre de 2022 |  | vs. |  |  |  |
| 10:00                |  |     |  |  |  |

| 6 de octubre de 2022 |  | vs. |  |  |  |
| 14:00                |  |     |  |  |  |

Vuelta
| 12 de octubre de 2022 |  | vs. |  |  |  |
| 14:00                 |  |     |  |  |  |

| 13 de octubre de 2022 |  | vs. |  |  |  |
| 14:00                 |  |     |  |  |  |

#### Final
| 18 de octubre de 2022 |  | vs. |  |  |  |
| 14:00                 |  |     |  |  |  |

| 25 de octubre de 2022 |  | vs. |  |  |  |
| 14:00                 |  |     |  |  |  |

## Tercera C

### Clasificación
| Pos. | Equipo              | Pts. | J  |
| ---- | ------------------- | ---- | -- |
| 1.°  | Excursionistas      | 36   | 17 |
| 2.°  | Ferrocarril Midland | 34   | 17 |
| 3.°  | Claypole            | 31   | 17 |
| 4.°  | Italiano            | 30   | 17 |
| 5.°  | Berazategui         | 29   | 17 |
| 6.°  | San Martín          | 29   | 17 |
| 7.°  | Leandro N. Alem     | 26   | 17 |
| 8.°  | Luján               | 26   | 17 |
| 9.°  | El Porvenir         | 25   | 17 |
| 10.° | Atlas               | 24   | 17 |
| 11.° | General Lamadrid    | 19   | 17 |
| 12.° | Deportivo Laferrere | 18   | 17 |
| 13.° | Liniers             | 17   | 17 |
| 14.° | Victoriano Arenas   | 17   | 17 |
| 15.° | Puerto Nuevo        | 17   | 17 |
| 16.° | Dep. Español        | 16   | 17 |
| 17.° | Real Pilar          | 14   | 17 |
| 18.° | Argentino (M)       | 9    | 17 |

|  | Clasificado a las semifinales.      |
|  | Clasificado a los octavos de final. |
|  | Relegados a la Copa de Plata.       |

### Fase final

#### Cuadro de desarrollo
|  | Octavos de final | Octavos de final | Octavos de final |             |             | Cuartos de final | Cuartos de final    | Cuartos de final    |   |   | Semifinales | Semifinales | Semifinales | Semifinales |  |                     | Final               | Final | Final | Final |  |
|  |                  |                  |                  |             |             |                  |                     |                     |   |   |             |             |             |             |  |                     |                     |       |       |       |  |
|  |                  |                  |                  |             |             |                  |                     |                     |   |   |             |             |             |             |  |                     |                     |       |       |       |  |
|  |                  |                  |                  |             |             |                  |                     |                     |   |   |             |             |             |             |  |                     |                     |       |       |       |  |
|  |                  |                  |                  |             |             |                  |                     |                     |   |   |             |             |             |             |  |                     |                     |       |       |       |  |
|  |                  |                  |                  |             |             |                  |                     |                     |   |   |             |             |             |             |  |                     |                     |       |       |       |  |
|  |                  |                  |                  |             |             |                  |                     |                     |   |   |             |             |             |             |  |                     |                     |       |       |       |  |
|  |                  |                  |                  |             |             |                  |                     |                     |   |   |             |             |             |             |  |                     |                     |       |       |       |  |
|  |                  |                  |                  |             |             |                  |                     |                     |   |   |             |             |             |             |  |                     |                     |       |       |       |  |
|  |                  |                  |                  |             |             |                  |                     |                     |   |   |             |             |             |             |  |                     |                     |       |       |       |  |
|  |                  |                  |                  |             |             |                  |                     |                     |   |   |             |             |             |             |  |                     |                     |       |       |       |  |
|  |                  |                  |                  |             |             |                  |                     |                     |   |   |             |             |             |             |  |                     |                     |       |       |       |  |
|  |                  |                  |                  |             |             |                  | Ferrocarril Midland | Ferrocarril Midland | 0 | 4 |             |             |             |             |  |                     |                     |       |       |       |  |
|  |                  |                  |                  |             |             |                  |                     |                     | 0 | 4 |             |             |             |             |  |                     |                     |       |       |       |  |
|  |                  |                  | Berazategui      | Berazategui | 0           | 0                |                     |                     |   |   |             |             |             |             |  |                     |                     |       |       |       |  |
|  | Berazategui      | Berazategui      | Berazategui      | Berazategui | 0           | 0                | 1                   |                     |   |   |             |             |             |             |  |                     |                     |       |       |       |  |
|  | Berazategui      | Berazategui      |                  |             |             |                  |                     |                     |   |   |             |             |             |             |  |                     |                     |       |       |       |  |
|  | Luján            | Luján            | 0                |             |             |                  |                     |                     |   |   |             |             |             |             |  |                     |                     |       |       |       |  |
|  | Luján            | Luján            | 0                |             | Berazategui | Berazategui      | 3                   |                     |   |   |             |             |             |             |  |                     |                     |       |       |       |  |
|  |                  |                  |                  |             | Berazategui | Berazategui      | 3                   |                     |   |   |             |             |             |             |  |                     |                     |       |       |       |  |
|  |                  |                  | San Martín       | San Martín  | 1           |                  |                     |                     |   |   |             |             |             |             |  |                     |                     |       |       |       |  |
|  | San Martín       | San Martín       | San Martín       | San Martín  | 1           | 5                |                     |                     |   |   |             |             |             |             |  |                     |                     |       |       |       |  |
|  | San Martín       | San Martín       |                  |             |             |                  |                     |                     |   |   |             |             |             |             |  |                     |                     |       |       |       |  |
|  | Leandro N. Alem  | Leandro N. Alem  | 1                |             |             |                  |                     |                     |   |   |             |             |             |             |  |                     |                     |       |       |       |  |
|  | Leandro N. Alem  | Leandro N. Alem  | 1                |             |             |                  |                     |                     |   |   |             |             |             |             |  | Ferrocarril Midland | Ferrocarril Midland | 3     | 3     |       |  |
|  |                  |                  |                  |             |             |                  |                     |                     |   |   |             |             |             |             |  | Ferrocarril Midland | Ferrocarril Midland | 3     | 3     |       |  |
|  |                  |                  | Atlas            | Atlas       | 0           | 1                |                     |                     |   |   |             |             |             |             |  |                     |                     |       |       |       |  |
|  |                  |                  | Atlas            | Atlas       | 0           | 1                |                     |                     |   |   |             |             |             |             |  |                     |                     |       |       |       |  |
|  |                  |                  |                  |             |             |                  |                     |                     |   |   |             |             |             |             |  |                     |                     |       |       |       |  |
|  |                  |                  |                  |             |             |                  |                     |                     |   |   |             |             |             |             |  |                     |                     |       |       |       |  |
|  |                  |                  |                  |             |             |                  |                     |                     |   |   |             |             |             |             |  |                     |                     |       |       |       |  |
|  |                  |                  |                  |             |             |                  |                     |                     |   |   |             |             |             |             |  |                     |                     |       |       |       |  |
|  |                  |                  |                  |             |             |                  |                     |                     |   |   |             |             |             |             |  |                     |                     |       |       |       |  |
|  |                  |                  |                  |             |             |                  |                     |                     |   |   |             |             |             |             |  |                     |                     |       |       |       |  |
|  |                  |                  |                  |             |             |                  |                     |                     |   |   |             |             |             |             |  |                     |                     |       |       |       |  |
|  |                  |                  |                  |             |             |                  |                     |                     |   |   |             |             |             |             |  |                     |                     |       |       |       |  |
|  |                  |                  |                  |             |             |                  | Excursionistas      | Excursionistas      | 1 | 0 |             |             |             |             |  |                     |                     |       |       |       |  |
|  |                  |                  |                  |             |             |                  |                     |                     | 1 | 0 |             |             |             |             |  |                     |                     |       |       |       |  |
|  |                  |                  | Atlas            | Atlas       | 1           | 1                |                     |                     |   |   |             |             |             |             |  |                     |                     |       |       |       |  |
|  | Italiano         | Italiano         | Atlas            | Atlas       | 1           | 1                | 1 (5)               |                     |   |   |             |             |             |             |  |                     |                     |       |       |       |  |
|  | Italiano         | Italiano         |                  |             |             |                  |                     |                     |   |   |             |             |             |             |  |                     |                     |       |       |       |  |
|  | El Porvenir      | El Porvenir      | 1 (4)            |             |             |                  |                     |                     |   |   |             |             |             |             |  |                     |                     |       |       |       |  |
|  | El Porvenir      | El Porvenir      | 1 (4)            |             | Italiano    | Italiano         | 0                   |                     |   |   |             |             |             |             |  |                     |                     |       |       |       |  |
|  |                  |                  |                  |             | Italiano    | Italiano         | 0                   |                     |   |   |             |             |             |             |  |                     |                     |       |       |       |  |
|  |                  |                  | Atlas            | Atlas       | 1           |                  |                     |                     |   |   |             |             |             |             |  |                     |                     |       |       |       |  |
|  | Claypole         | Claypole         | Atlas            | Atlas       | 1           | 0                |                     |                     |   |   |             |             |             |             |  |                     |                     |       |       |       |  |
|  | Claypole         | Claypole         |                  |             |             |                  |                     |                     |   |   |             |             |             |             |  |                     |                     |       |       |       |  |
|  | Atlas            | Atlas            | 1                |             |             |                  |                     |                     |   |   |             |             |             |             |  |                     |                     |       |       |       |  |
|  | Atlas            | Atlas            | 1                |             |             |                  |                     |                     |   |   |             |             |             |             |  |                     |                     |       |       |       |  |
|  |                  |                  |                  |             |             |                  |                     |                     |   |   |             |             |             |             |  |                     |                     |       |       |       |  |

#### Octavos de final
| 11 de octubre de 2022 | San Martín                         | 5:1 | Leandro N. Alem | Estadio Francisco Boga, Burzaco |  |
| 13:00                 | Velázquez · Aveni · Greco · Colman |     | (a.g.)          |                                 |  |

| 11 de octubre de 2022 | Italiano         | 1:1 (5:4 p.) | El Porvenir | Estadio República de Italia, Ciudad Evita |  |
| 14:00                 | Fernández Chacon |              | Dalesio     |                                           |  |

| 13 de octubre de 2022 | Berazategui | 1:0 | Luján | Auxiliar de Berazategui, Berazategui |  |
| 15:30                 | Martínez    |     |       |                                      |  |

| 13 de octubre de 2022 | Claypole | 0:1 | Atlas    | Estadio Rodolfo Capocasa, Claypole |  |
| 15:30                 |          |     | Barragán |                                    |  |

#### Cuartos de final
| 18 de octubre de 2022 | Italiano | 0:1 | Atlas    | Estadio República de Italia, Ciudad Evita |  |
| 14:00                 |          |     | Barragán |                                           |  |

| 20 de octubre de 2022 | Berazategui               | 3:1 | San Martín | Estadio Norman Lee, Berazategui |  |
| 15:30                 | Collazo · Espeche · Godoy |     | Silva      |                                 |  |

#### Semifinales
Ida
| 27 de octubre de 2022 | Atlas    | 1:1 | Excursionistas | Estadio Ricardo Puga, General Rodríguez |  |
| 14:00                 | Barragán |     | Quiero         |                                         |  |

| 27 de octubre de 2022 | Berazategui | 0:0 | Ferrocarril Midland | Estadio Norman Lee, Berazategui |  |
| 15:30                 |             |     |                     |                                 |  |

Vuelta
| 1 de noviembre de 2022 | Excursionistas | 0:1 | Atlas    | Estadio de Excursionistas, Buenos Aires |  |
| 13:00                  |                |     | N. Pérez |                                         |  |

| 3 de noviembre de 2022 | Ferrocarril Midland               | 4:0 | Berazategui | Estadio Ciudad de Libertad, Libertad |  |
| 13:00                  | González · Arias · Siles · Demayo |     |             |                                      |  |

#### Final
| 8 de noviembre de 2022 | Atlas | 0:3 (0:1) | Ferrocarril Midland                              | Estadio Ricardo Puga, General Rodríguez |                            |
| 12:00                  |       | Reporte   | 18' Arias · 47' A. González · 79' Baeza Espinoza | Árbitro(s): Mateo Bocaccia              | Árbitro(s): Mateo Bocaccia |

| 18 de noviembre de 2022 | Ferrocarril Midland                 | 3:1 (2:1) | Atlas       | Estadio Ciudad de Libertad, Libertad |                            |
| 17:00                   | Bermejo 6' · Sibuet 25' · Arias 75' | Reporte   | 7' Barragán | Árbitro(s): Julián Beligoy           | Árbitro(s): Julián Beligoy |

|                                         |
|                                         |
| Campeón Ferrocarril Midland 3.er título |

### Copa de Plata

#### Cuadro de desarrollo
|  | Cuartos de final    | Cuartos de final    | Cuartos de final    | Cuartos de final    |   |                     | Semifinales         | Semifinales | Semifinales | Semifinales |  |                  | Final            | Final | Final | Final |  |
|  |                     |                     |                     |                     |   |                     |                     |             |             |             |  |                  |                  |       |       |       |  |
|  |                     |                     |                     |                     |   |                     |                     |             |             |             |  |                  |                  |       |       |       |  |
|  | General Lamadrid    | General Lamadrid    | 3                   | -                   |   |                     |                     |             |             |             |  |                  |                  |       |       |       |  |
|  | General Lamadrid    | General Lamadrid    | 3                   | -                   |   |                     |                     |             |             |             |  |                  |                  |       |       |       |  |
|  | Argentino (M)       | Argentino (M)       | 0                   | -                   |   |                     |                     |             |             |             |  |                  |                  |       |       |       |  |
|  | Argentino (M)       | Argentino (M)       | 0                   | -                   |   | General Lamadrid    | General Lamadrid    | 3           | 1           |             |  |                  |                  |       |       |       |  |
|  |                     |                     |                     |                     |   | General Lamadrid    | General Lamadrid    | 3           | 1           |             |  |                  |                  |       |       |       |  |
|  |                     |                     | Dep. Español        | Dep. Español        | 2 | 0                   |                     |             |             |             |  |                  |                  |       |       |       |  |
|  | Liniers             | Liniers             | Dep. Español        | Dep. Español        | 2 | 0                   | 0                   | 1 (4)       |             |             |  |                  |                  |       |       |       |  |
|  | Liniers             | Liniers             |                     |                     |   |                     |                     |             |             |             |  |                  |                  |       |       |       |  |
|  | Dep. Español        | Dep. Español        | 1                   | 0 (5)               |   |                     |                     |             |             |             |  |                  |                  |       |       |       |  |
|  | Dep. Español        | Dep. Español        | 1                   | 0 (5)               |   |                     |                     |             |             |             |  | General Lamadrid | General Lamadrid | 2     | 2     |       |  |
|  |                     |                     |                     |                     |   |                     |                     |             |             |             |  | General Lamadrid | General Lamadrid | 2     | 2     |       |  |
|  |                     |                     | Deportivo Laferrere | Deportivo Laferrere | 2 | 0                   |                     |             |             |             |  |                  |                  |       |       |       |  |
|  | Deportivo Laferrere | Deportivo Laferrere | Deportivo Laferrere | Deportivo Laferrere | 2 | 0                   | 3                   | 3           |             |             |  |                  |                  |       |       |       |  |
|  | Deportivo Laferrere | Deportivo Laferrere |                     |                     |   |                     |                     |             |             |             |  |                  |                  |       |       |       |  |
|  | Real Pilar          | Real Pilar          | 1                   | 0                   |   |                     |                     |             |             |             |  |                  |                  |       |       |       |  |
|  | Real Pilar          | Real Pilar          | 1                   | 0                   |   | Deportivo Laferrere | Deportivo Laferrere | 0           | 3           |             |  |                  |                  |       |       |       |  |
|  |                     |                     |                     |                     |   | Deportivo Laferrere | Deportivo Laferrere | 0           | 3           |             |  |                  |                  |       |       |       |  |
|  |                     |                     | Puerto Nuevo        | Puerto Nuevo        | 0 | 1                   |                     |             |             |             |  |                  |                  |       |       |       |  |
|  | Victoriano Arenas   | Victoriano Arenas   | Puerto Nuevo        | Puerto Nuevo        | 0 | 1                   | 2                   | 0           |             |             |  |                  |                  |       |       |       |  |
|  | Victoriano Arenas   | Victoriano Arenas   |                     |                     |   |                     |                     |             |             |             |  |                  |                  |       |       |       |  |
|  | Puerto Nuevo        | Puerto Nuevo        | 3                   | 2                   |   |                     |                     |             |             |             |  |                  |                  |       |       |       |  |
|  | Puerto Nuevo        | Puerto Nuevo        | 3                   | 2                   |   |                     |                     |             |             |             |  |                  |                  |       |       |       |  |
|  |                     |                     |                     |                     |   |                     |                     |             |             |             |  |                  |                  |       |       |       |  |

#### Cuartos de final
Ida
| 13 de octubre de 2022 |  | vs. |  |  |  |

| 13 de octubre de 2022 |  | vs. |  |  |  |

| 13 de octubre de 2022 |  | vs. |  |  |  |

| 13 de octubre de 2022 |  | vs. |  |  |  |

Vuelta
| 18 de octubre de 2022 |  | vs. |  |  |  |

| 18 de octubre de 2022 |  | vs. |  |  |  |

| 20 de octubre de 2022 |  | vs. |  |  |  |

|                               |  | vs. |
| Argentino (M) no se presentó. |  |     |

#### Semifinales
Ida
| 27 de octubre de 2022 |  | vs. |  |  |  |

| 27 de octubre de 2022 |  | vs. |  |  |  |

Vuelta
| 1 de noviembre de 2022 |  | vs. |  |  |  |

| 3 de noviembre de 2022 |  | vs. |  |  |  |

#### Final
| 9 de noviembre de 2022 |  | vs. |  |  |  |

| 15 de noviembre de 2022 |  | vs. |  |  |  |